# Unterseeboot 104 (1940)
Pour les articles homonymes, voir Unterseeboot 104.
L'Unterseeboot 104 (ou U-104) est un sous-marin allemand de type IX.B de la Kriegsmarine de la Seconde Guerre mondiale.

## Historique
Il quitte Kiel en Allemagne pour sa première patrouille sous les ordres du Kapitänleutnant Harald Jürst le 12 novembre 1940 avec comme objectif final de rejoindre la base sous-marine de Lorient, son nouveau port d'attache.
Le 27 novembre, il attaque un convoi et réussit à couler un navire et à endommager un autre.
Après 17 jours en mer, l'U-104 est porté disparu corps et bien à partir du 28 novembre 1940 au nord-ouest de l'Irlande, présumé coulé dans le champ de mines SN44 à une position géographique approximative de 55° 30′ N, 8° 00′ O. Les 49 membres d'équipage meurent dans cette disparition.

## Affectations
- 2. Unterseebootsflottille du 19 août 1940 au 31 octobre 1940 à Wilhelmshaven pendant sa période de formation
- 2. Unterseebootsflottille du 1er novembre 1940 au 28 novembre 1940 à la base sous-marine de Lorient en tant qu'unité combattante

## Commandement
- Kapitänleutnant Harald Jürst du 19 août 1940 au 28 novembre 1940

## Patrouilles
|       | Commandant          | Départ           | Départ | Arrivée          | Arrivée | Jours    | Succès   |
| ----- | ------------------- | ---------------- | ------ | ---------------- | ------- | -------- | -------- |
| 1     | Kptlt. Harald Jürst | 12 novembre 1940 | Kiel   | 28 novembre 1940 | Coulé   | 17 jours | 18 756   |
| Total | Total               | Total            | Total  | Total            | Total   | 17 jours | 18 756 t |

Note : Kptlt. = Kapitänleutnant

## Navires coulés
- L'Unterseeboot 104 a coulé un navire de 8 240 tonneaux et endommagé un autre navire de 10 516 tonneaux au cours de l'unique patrouille qu'il effectua.

| Date             | Nom              | Nationalité     | Tonnage (GRT) | Fait      |
| ---------------- | ---------------- | --------------- | ------------- | --------- |
| 27 novembre 1940 | Charles F. Meyer | Grande-Bretagne | 10 516        | Endommagé |
| 27 novembre 1940 | Diplomat         | Grande-Bretagne | 8 240         | Coulé     |

## Référence
1. ↑  http://uboat.net/boats/successes/u104/html

## Sources
- (en) Cet article est partiellement ou en totalité issu de l’article de Wikipédia en anglais intitulé « German submarine U-104 (1940) » (voir la liste des auteurs).